# ميلان-سان ريمو 1998
ميلان-سان ريمو 1998 هو سباق دراجات هوائية أقيم بتاريخ مارس 21، تكون السباق من مرحلة واحدة وامتدّ لمسافة 294 كم، استغرق السباق 7 ساعة 10 دقيقة 14 ثانية. فاز به الألماني إريك تسابل وحلّ ثانيا الفرنسي إيمانويل ماجنين.

## الترتيب
| م                     | الدرّاج          | البلد   | الزمن                    |
| --------------------- | --------------- | ------- | ------------------------ |
| الفائز بالترتيب العام | إريك تسابل      | ألمانيا | 7 ساعة 10 دقيقة 14 ثانية |
| الثاني                | إيمانويل ماجنين | فرنسا   |                          |